# Paddy Power
Patrick „Paddy“ Power (irisch Pádraig de Paor, * 19. November 1928 in Dublin; † 14. August 2013 in Caragh, Naas, County Kildare) war ein irischer Politiker der Fianna Fáil.

## Biografie
Power war nach dem Studium zunächst als Lehrer (National Teacher) tätig. Seine politische Laufbahn begann 1969 mit der Wahl zum Abgeordneten (Teachta Dála) des Unterhauses (Dáil Éireann). Dort vertrat er bis 1989 den  Wahlkreis Kildare. Zugleich war er von 1977 bis 1979 für Irland Mitglied des Europäischen Parlaments.
Im ersten Kabinett von Premierminister (Taoiseach) Charles J. Haughey war er von Dezember 1979 bis Juni 1981 Minister für Forstwirtschaft und Fischerei. In der zweiten Regierung Haugheys war Power zwischen März und Dezember 1982 Verteidigungsminister.
1989 kandidierte er nicht erneut für den Dáil. Sein Abgeordnetenmandat wurde stattdessen von seinem Sohn Seán Power übernommen.